# قليقلة لبنانية
قليقلة لبنانية أو منوارتية لبنانية (الاسم العلمي:Minuartia libanotica) هي نوع غير مؤكد من النباتات يتبع جنس القليقلة من الفصيلة القرنفلية.